# チロルの木こりの誇り
『チロルの木こりの誇り』（チロルのきこりのほこり、ドイツ語: Tiroler Holzhackerbuab'n）作品356は、ヨーゼフ・フランツ・ワーグナーが作曲した行進曲。

## 解説
この曲はヨーゼフが若い時（1880年頃）に作曲されたもので、題名の通りチロルという木こりが自分のことを誇りに思うことを題材にしてかかれたものである。演奏時間は約3分。
最も有名な録音の1つに、ヘルベルト・フォン・カラヤン指揮、ベルリン・フィルハーモニー管弦楽団演奏のものが残っている。
4分の2拍子。迫力があり堂々とした旋律が続く。
お使いのブラウザーでは、音声再生がサポートされていません。音声ファイルをダウンロードをお試しください。
エネルギッシュな終盤で幕を閉じる。